# إي تي-27
GelRed هو وصمة أو صبغة إقحام تستخدم للكشف عن الحمض النووي في البيولوجيا الجزيئية في هلام الاغاروز الكهربائي. GelRed هو هيكليا يرتبط ارتباطا وثيقا مع إيثيديوم بروميد ويتكون من اثنين من إيثيديوم التي من قبل التبادل الخطية.

## المصدر
1. 1 2  US application 2010323453, "Methods of Using Dyes in Association with Nucleic Acid Staining or Detection and Associated Technology"